# 益州郡
益州郡，是中国古代地名，三國以後改称建寧郡，范围在今天的云南省。这里以前是“南蛮”古王国滇國的领地，汉武帝时设立益州郡，郡治在滇池县。三国时期，蜀汉将其改名建宁郡，迁郡治到味县（今云南省曲靖市境內）。西晉初年，设立宁州，味县成为州治，而建宁郡也成为主要政治中心。直到唐朝初年，建宁始终是南中地区的核心。
三國時郡治滇池縣（今雲南省澄江縣西）。章武三年（223年）益州大姓雍闓據郡叛亂，時益州太守張裔駐牂牁郡平夷縣（今貴州省仁懷市西南），遙領郡職。建興三年（225年）諸葛亮南征後改名建寧郡。然而叛亂仍舊未平，後任太守長期駐於平夷縣，至建興十一年（233年）平郡亂後郡治才移到本郡味縣（今雲南省曲靖市）。初領味、滇池、勝休、俞元、昆澤、同瀨、牧靡、穀昌、連然、秦臧、雙柏、建伶、賁古、毋棳、梇棟、同勞、律高17縣。建興三年（225年）牂牁郡毋單縣來隸，賁古、毋棳2縣移屬興古郡，梇棟縣移屬雲南郡。廢律高縣（年代不明），新置存邑、新定、脩雲、泠丘4縣（年代均不明）。蜀漢末及曹魏均領8縣。
西晉時郡治味縣（今雲南省曲靖市）。領味、昆澤、存邑、新定、毋單、同瀨、牧靡、穀昌、連然、秦臧、雙柏、俞元、脩雲、泠丘、滇池、建伶16縣。晉時改牧靡縣為牧麻縣（晉初）；新置談槀、漏江、同樂3縣（皆晉武帝時）。太安2年（303年），雙柏、秦臧、連然、建伶、穀昌、滇池、俞元7縣移屬益州郡。東晉初領12縣，咸和八年（332年）為成漢攻陷，咸康五年（339年）收復全境。寧康元年（372年）為前秦所陷，太元九年（384年）收復全境。東晉時廢修雲、泠丘2縣，新置同並、葛安、新興3縣。